# Alfabetización emocional
La Alfabetización emocional es definida por Güel (1998) como el proceso de enseñanza-aprendizaje donde otros ámbitos del individuo se toman en cuenta, como las emociones y sentimientos, los mismos que serían determinantes en la relación del individuo con los diferentes actores animados o no, que están involucrados. Tal es el caso de maestros, compañeros, libros, temas, actividades, etc.
La alfabetización emocional es un término que representa la acción de educar las emociones en el ámbito escolar, como componente transversal curricular con carácter continuo que algunos autores como Bisquerra (2000), lo consideran sinónimo de educación emocional definiéndola como un proceso educativo, continuo y permanente, que pretende potenciar el desarrollo de las competencias emocionales como elemento esencial del desarrollo humano, con objeto de capacitarle para la vida y con la finalidad de aumentar el bienestar personal y social.
De acuerdo a lo citado por Bisquerra a través de la alfabetización emocional se desarrollan las competencias emocionales, y para lograrlo Sambrano (2014) esboza que la alfabetización emocional debe comenzar en las primeras etapas de la vida, para lo que se necesita la formación de los futuros padres y de los docentes. En el hogar, la escuela, el trabajo y la comunidad es preciso que haya reglas, normas de convivencia, que lleven consigo formas sanas de expresión emocional.
Por su parte Goleman (1995), manifiesta que más allá de la preparación de los maestros, la alfabetización emocional amplía la visión que tenemos de la tarea que debe cumplir la escuela, convirtiéndola en un agente más concreto de la sociedad para asegurarse que los niños aprendan estas lecciones esenciales para la vida. El autor así mismo hace referencia al extendido beneficio de la alfabetización emocional para la aptitud emocional y social del niño, para su comportamiento dentro y fuera del aula, y para su habilidad para aprender.
En concordancia  a lo antes expuesto, se puede inferir que las emociones son el motor de la "acción", es decir las mismas impulsan al individuo al logro de los objetivos propuestos, es por el ello que el ámbito educativo recobra importancia, ya que en el mismo empieza el desarrollo de la personalidad y es el sitio donde también se lleva a cabo un proceso relevante como la socialización, es por ello que se pueden observar situaciones donde el niño o el joven pueden llevar a cabo procesos de negociación ante un conflicto o por el contrario se puede evidenciar situaciones donde no se tienen control de las emociones llegando a la violencia.
Por su parte Feuerstein (1997), en su aporte en la Teoría de la inteligencia emocional desde el enfoque de la modificabilidad cognitiva estructural, el autor hace referencia  como el mismo organismo modifica su estructura funcional en el transcurrir de su vida, mejorando el potencial de aprendizaje por medio de un proceso modificador del ritmo de desarrollo, estimulando la autonomía y el autoequilibrio del organismo, en consecuencia la modificabilidad centra sus bases en aquellas  alteraciones capaces de ser producidas en la personalidad, en el modo de pensar y en el nivel de adaptación del individuo.
En este mismo orden de ideas, la parte cognitiva,  hace referencia a los procesos y la percepción, elaboración y comunicación de las  informaciones para el individuo y por último es estructural, por ser como un sistema global e integrado constituido por elementos interconectados e independientes entre sí, caracteres de la estructura mental, que a sí mismos se influencian, ordenan, moderan y se afectan mutuamente, produciendo a partir de una disfunción cognitiva del input, elaboración u output, alteraciones en el sistema cognitivo constituyente de las operaciones mentales de la inteligencia pensables a todo tipo de aprendizaje.
En relación a lo antes señalado, el autor afirma que todas las personas pueden tener su potencial de aprendizaje desarrollado. En su teoría, él desarrolla diez criterios fundamentales que contribuyen al hecho de la Experiencia de Aprendizaje Mediatizado, donde el papel del educador es fundamental e indispensable en el proceso de enseñanza y aprendizaje del educando. En consecuencia, este modelo permite además considerar  que el ser humano busca y crea nuevas posibilidades, ya que modificable en lo individual y lo social. Por tanto, se asume que la inteligencia es un proceso de autorregulación dinámica que se modifica en interacción con los factores del medio, es por ello que el entorno o ambiente educativo es relevante para este proceso, donde sí se van abordando las emociones la capacidad cognitiva del individuo pueden aumenta, volviéndose más participativo, seguro de sí mismo, acorde a su ámbito cultural y resilente.

## Objetivos de la alfabetización emocional
Según Nuñez (2002) a la hora de diseñar programas de entrenamiento de las emociones, derivados de la teoría sobre alfabetización emocional se deben considerar los siguientes aspectos: la identificación de sentimientos propios y la de los demás, el control de impulsos, el reconocimiento de situaciones problemáticas y su verbalización, la empatía, la búsqueda de soluciones adecuadas a diferentes situaciones problemáticas, el mejoramiento de la actitud pro-social y armoniosa en el trabajo en grupo y el mejoramiento de la cooperación, la ayuda y la actitud de compartir.
Por su lado Valles (2014) determina que la alfabetización emocional debe estar enmarcada en los siguientes objetivos:
- Detectar casos de pobre desempeño en el área emocional.

- Conocer cuáles son las emociones y reconocerlas en los demás.

- Clasificar las emociones.

- Modular y gestionar la emocionalidad.

- Desarrollar la tolerancia a las frustraciones diarias.

- Prevenir el consumo de drogas y otras conductas de riesgo.

- Desarrollar la resiliencia.

- Adoptar una actitud positiva ante la vida.

- Prevenir conflictos interpersonales.

Según Rafael Bisquera de estos objetivos generales se pueden derivar otros objetivos más específicos, en función del contexto de intervención. Algunos ejemplos son:
- Desarrollar la capacidad para controlar el estrés, la ansiedad y los estados depresivos.
- Tomar conciencia de los factores que inducen al bienestar subjetivo.
- Potenciar la capacidad para ser feliz.
- Desarrollar el sentido del humor.
- Desarrollar la capacidad para diferir recompensas inmediatas en favor de otras de mayor nivel  pero a largo plazo.
- Desarrollar la resistencia a la frustración.